# Comuna Secăreni, Hîncești
Comuna Secăreni este o comună din raionul Hîncești, Republica Moldova. Este formată din satele Secăreni (sat-reședință), Cornești și Secărenii Noi.

## Demografie
Conform datelor recensământului din 2014, comuna are o populație de 1.656 de locuitori. La recensământul din 2004 erau 1.558 de locuitori.

## Administrație și politică
Componența Consiliului local Secăreni (9 consilieri), ales la 5 noiembrie 2023, este următoarea:
|  | Partid                            | Consilieri | Componență | Componență | Componență | Componență | Componență | Componență |
|  | --------------------------------- | ---------- | ---------- | ---------- | ---------- | ---------- | ---------- | ---------- |
|  | Partidul Social Democrat European | 6          |            |            |            |            |            |            |
|  | Partidul Acțiune și Solidaritate  | 3          |            |            |            |            |            |            |

## Personalități născute aici
- Vasile Movileanu (1955 - 2011), pictor, grafician.